# بول سميث (لاعب كرة قدم أمريكية)
بول سميث (بالإنجليزية: Paul Smith)‏ هو لاعب كرة قدم أمريكية أمريكي، ولد في 31 يناير 1978 في إل باسو في الولايات المتحدة.

## وصلات خارجية
- بول سميث على موقع مرجع كرة القدم المحترفة.كوم (الإنجليزية)